# Краснопера Яків
Я́ків Краснопе́ра (1861 — 19 серпня 1940, Почапи) — священник УГКЦ.

## Біографічні відомості
1881–1885 — навчався у Львівській духовній семінарії. Після одруження, 7 січня 1886 — отримав ієрейські свячення.
У 1886–1889 роках — сотрудник у церкві св. Параскевії П'ятниці у Львові і катехитом школи на Замарстинові.
4 вересня 1889 — отримав номінацію на пароха с. Боршів поблизу Перемишлян. Перебував у цьому селі до 1897, коли був переведений до с. Підгайчики на Золочівщині.
1907 — став Глинянським віце-деканом. 1917 — був переведений на парохію до с. Почапи на Золочівщині.
Помер 19 серпня 1940 року в Почапах.

### Сім'я
Дружина – Анна-Конегунда Краснопера (Муха) (25.06.1865–23.12.1953, спочиває в Старгарді-Щецінському (Республіка Польща)). Діти:
- Володимир Краснопера, (1901–1977) — адвокат, проживав із сімєю в Старгарді-Щецінському.
- Анна Краснопера (Ковалюк) (1893–1942), депортована з сімєю в Сибір, в с. Каргасок Томської області, там похована.
- Голинська Галина Яківна — відома піаністка-акомпаніаторка, диригентка і концертмейстерка співака Михайла Голинського, проживала із сімєю в Торонто, Канада.
- Стефанія Краснопера (Чорна), проживала із сімєю у Вроцлаві (Республіка Польща).
- Марія Краснопера (Юркевич), проживала із сімєю Старгарді-Щецінському.
- Софія Краснопера, проживала в м. Теребовля Тернопільської обл.
- Олександр Краснопера — його дитиною викрали будьонівці і перевезли в м. Одесу, доля невідома.